# P. Schuyler Miller
Peter Schuyler Miller (n. 21 februarie 1912, Troy, New York, SUA – d. 13 octombrie 1974, Blennerhassett Island⁠(d), Virginia de Vest, SUA) a fost un scriitor american de literatură științifico-fantastică și critic.

## Biografie
Miller a început să scrie pentru reviste pulp science fiction începând cu anii 1930 și era considerat unul dintre cei mai populari autori ai perioadei. A publicat povestiri în Amazing Stories, Astounding, Comet, The Magazine of Fantasy and Science Fiction, Marvel Tales, Science Fiction Digest, Super Science Stories, Unknown, Weird Tales și Wonder Stories, printre altele.

### Ficțiune scurtă
- "The Red Plague" (iul. 1930)
- "Dust of Destruction" (feb. 1931)

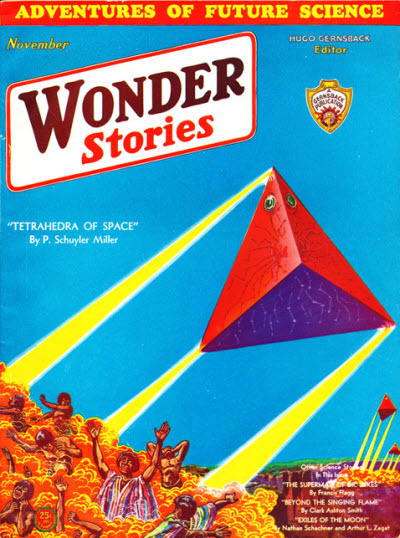
Nuveleta lui Miller "Tetrahedra of Space" pe coperta din nov. 1931 a revistei Wonder Stories

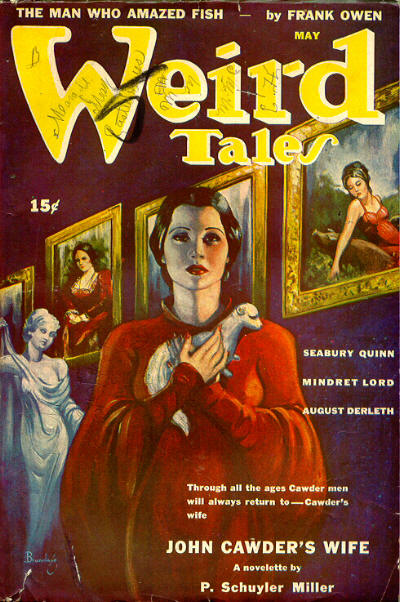
Nuveleta lui Miller "John Cawder's Wife" pe coperta din mai 1943 a revistei Weird Tales

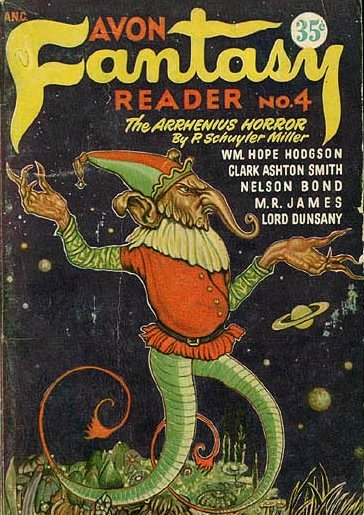
"The Arrhenius Horror" a fost republicată în nr. din 1947 al Avon Fantasy Reader.

- "Through the Vibrations" (mai 1931)
- "Cleon of Yzdral" (iul. 1931)
- "The Man from Mars" (vara 1931)
- "The Arrhenius Horror" (sep. 1931)
- "Tetrahedra of Space" (nov. 1931)
- "Red Spot on Jupiter" (1931) (cu Paul McDermott și Walter Dennis)
- "Duel on the Asteroid" (ian. 1932) (cu Paul McDermott și Walter Dennis)
- "Forgotten" (sau "The Forgotten Man of Space") (apr. 1933)
- "Red Flame of Venus" (Sep. 1932)
- "Jeremiah Jones, Alchemist" (mai 1933)
- "Alicia in Blunderland" (1933)
- "The Atom Smasher" (ian. 1934)
- "The Pool of Life" (oct. 1934)
- "The Titan" (iarna 1934-35)
- "The People of the Arrow" (iul. 1935)
- "The Chrysalis" (apr. 1936)
- "The Sands of Time" (apr. 1937) Un profesor de arheologie este vizitat de un străin care i-a arătat câteva fotografii cu dinozauri despre care a susținut că le-a fotografiat el însuși, cu 60 de milioane de ani în urmă. Deoarece profesorul nu l-a crezut, străinul i-a promis că îi va aduce mai multe dovezi convingătoare din trecut.
- "Coils of Time" (mai 1939)
- "Pleasure Trove" (aug. 1939)
- "Spawn" (aug. 1939)
- "In the Good Old Summertime" (mar. 1940)
- "Living Isotopes" (mai 1940)
- "The Flayed Wolf" (iul. 1940)
- "Old Man Mulligan" (dec. 1940)
- "Trouble on Tantalus" (feb. 1941)
- "Bird Walk" (apr. 1941)
- "Over the River" (apr. 1941)
- "The Facts of Life" (May 1941)
- "Smugglers of the Moon" (May 1941)
- "The Frog" (Oct. 1942)
- "The Cave" (Jan. 1943)
- "John Cawder's Wife" (mai 1943)
- "The Hounds of Kalimar" (iun. 1943)
- "Gleeps" (iul. 1943)
- "Fricassee in Four Dimensions" (dec. 1943)
- "As Never Was" (ian. 1944)
- "Cuckoo" (mai 1944)
- "Plane and Fancy" (iul. 1944)
- "Ship-in-a-Bottle" (ian. 1945)
- "Ghost" (iul. 1946)
- "The Thing on Outer Shoal" (sep. 1947)
- "Daydream" (1949)
- "Status Quondam" (1951)
- "For Analysis" (nov. 1958)

### Versuri
- "Man's Question" (iun. 1931)
- "Meteor" (aug. 1931)
- "Space" (feb. 1933)

### Romane
- Genus Homo (1941, rev. 1950) (cu L. Sprague de Camp)

### Colecții de povestiri
- The Titan (1952)

## Legături externe
- P. Schuyler Miller la Internet Speculative Fiction Database
- P. Schuyler Miller Collection Arhivat în 15 februarie 2019, la Wayback Machine. at the Kenneth Spencer Research Library la Universitatea din Kansas

## Vezi și
- Listă de autori de literatură științifico-fantastică